# 덴마크의 정치인 목록

## 가
- 메테 계르스코프
- 카린 고르스테
- 엘세베트 메르세디스 군레위그스도투르
- 니콜라스 그룬트비

## 나
- 닐스 네르고르
- 티나 프렌츠 닐센
- 마리에 닐센
- 엘렌 트라네 뇌르뷔

## 다
- 벤트 달
- 하네 달
- 리그모르 담
- 헬레 데근
- 요한 헨리크 데운체르
- 샤를로테 뒤레모세
- 로네 뒤브키에르

## 라
- 라르스 뢰케 라스무센
- 아네르스 포그 라스무센
- 포울 뉘루프 라스무센
- 카트리네 레스테르
- 수사데 랑게르
- 콘라트 폰 레벤틀로브
- 타게 레츠토트
- 카를 에드바르 로트비트
- 이베르 로센크란츠
- 소피 뢰데
- 오토 리베
- 포울 리스크누센

## 마
- 빌헬름 헤르만 올루프 마센
- 토마스 마센뮈그달
- 요위 모겐센
- 디틀레브 고트하르트 몬라트
- 아담 고틀로브 몰트케
- 아담 빌헬름 몰트케
- 오토 요아심 몰트케
- 프레데리크 몰트케
- 요아심 고스케 몰트케

## 바
- 힐마르 바운스고르
- 게르티 반델
- 니나 방
- 페테르 게오르그 방
- 크리스티안 귄터 폰 베른스토르프
- 클라우스 베른트센
- 리트 볘레고르
- 마리안 피쉐르 보엘
- 피아 보이센
- 빌헬름 불
- 안드레아 브로크만
- 크리스티안 알브레크트 블루메
- 마르그레테 베스타게르

## 사
- 말라 사무엘센
- 비외르트 사무엘센
- 에위군 사무엘센
- 샤를로테 살마센
- 크리스티안 크리스토페르센 세헤스테드
- 하니발 세헤스테드
- 크리스텔 샬데모세
- 요하네 슈미트닐센
- 포울 슐뤼테르
- 에리크 스카베니우스
- 하랄 스카베니우스
- 세니아 스탐페
- 마리에 스테르케
- 시리드 스텐베르
- 포울 크리스티안 스테만
- 잉에르 스토이베르
- 요한 프리드리크 스트루세
- 이레네 시몬센

## 아
- 울라 아스트만
- 마르그레테 아우켄
- 이다 아우켄
- 카를 크리스토페르 게오르그 안드레
- 피아 알레르슬레프
- 프레데리크 알레펠트
- 카렌 앙케르테드
- 에드바르 야콥센
- 요안 에를란드센
- 에리크 에릭센
- 야코브 브뢰눔 스카베니우스 에스트루프
- 레네 에스페센
- 카렌 엘레만
- 앙케르 예르겐센
- 리스 옌센
- 손야 요그반스도티르
- 비르기테 요세프센
- 시그리드 아브 스카르디 요에센
- 아네르스 사뇌 외르스테드
- 아니카 올센

## 자
- 카를 테오도르 잘레
- 외즐렘 제키지

## 카
- 카트린 칼스베르
- 비고 캄프만
- 프레데리크 율리우스 코스
- 크리스티안 마그달루스 테스트루프 콜드
- 아니타 크나케르고르
- 아스트리드 크라그
- 옌스 오토 크라그

- 크리스티안 에밀 크라그유엘빈프리스
- 옌스 크리스티안 크리스텐센
- 카리나 크리스텐센
- 크누드 크리스텐센
- 피아 키에르스고르
- 카린 키올브로

## 타
- 헬레 토르닝슈미트
- 클라우스 톡스비
- 브리타 톰센
- 크리스티안 툴레센 달
- 울라 퇴네스
- 에밀리 투루넨
- 메테 투보르

## 파
- 마리온 페데르센
- 에스테르 말링 페데르센
- 다그마 페테르센
- 마리타 페테르센
- 크리스텐 안드레아스 포네스베크
- 메타 푸글상
- 용게르 푸르크후스
- 페르닐레 프람
- 미샤엘 페데르센 프리스
- 메테 프레데릭센

## 하
- 포울 하르틀링
- 라우라 하위
- 에바 켸르 한센
- 한스 크리스티안 한센
- 카를 크리스티안 할
- 코닐 헤데고르
- 한스 헤드토프트
- 요나 헨리크센
- 프레데리크 호른
- 크리스티나 호포스
- 요한 루드비 홀스테인
- 울리크 아돌프 홀스테인
- 루드비 홀스테인레드레보르
- 루드비 홀스테인홀스테인보르
- 오베 회그굴드베르
- 후고 에그몬트 회링